# Matthias (Jerusalem)
Matthias († 120) war der achte Bischof von Jerusalem.
Matthias war jüdischer Herkunft und übernahm das Bischofsamt im Jahre 117 von Johannes I. Seine Amtszeit ist geprägt von römischer Unterdrückung christlicher und jüdischer Gemeinden in Palästina und von jüdischen Aufständen. Näheres ist über Matthias nicht bekannt. Er starb 120 und sein Nachfolger wurde Philippos.
Matthias wird als Heiliger verehrt. Sein Gedenktag ist der 30. Januar.